# M+M's
Singles de Blink-182
Wasting Time
(1996)
Pistes de Cheshire Cat
Carousel
(01) Fentoozler
(03)
M+M's est une chanson du groupe Blink-182 qui apparaît sur l'album Cheshire Cat. Sa version single est sortie en 1995. Il s'agit du premier single du groupe.

## Liste des pistes
| M+M's | M+M's | M+M's     | M+M's | M+M's | M+M's | M+M's | M+M's | M+M's | M+M's |
| No    | Titre | Auteur    | Durée |       |       |       |       |       |       |
| ----- | ----- | --------- | ----- | ----- | ----- | ----- | ----- | ----- | ----- |
| 1.    | M+M's | Blink-182 | 2:39  |       |       |       |       |       |       |
| 2:39  |       |           |       |       |       |       |       |       |       |

## Collaborateurs
- Mark Hoppus — Chant, Basse
- Tom DeLonge — Guitare
- Scott Raynor — Batterie